# Scotophilus nux
Scotophilus nux es una especie de murciélago de la familia Vespertilionidae.

## Distribución geográfica
Se encuentra en Sierra Leona Liberia Guinea Costa de Marfil, Ghana Nigeria Camerún República Democrática del Congo, Uganda Ruanda y Kenia.